# ديفيد إس. غارلاند
ديفيد إس. غارلاند (بالإنجليزية: David S. Garland)‏ هو محامي وسياسي أمريكي، ولد في 27 سبتمبر 1769 في الولايات المتحدة، وتوفي في 7 أكتوبر 1841 في نفس البلد. انتخب عضو مجلس نواب الولايات المتحدة عن ولاية فرجينيا وانتخب عضو مجلس ولاية فرجينيا وانتخب عضو مجلس النواب الأمريكي.